# Упернавик
Упернавик — небольшой город и столица одноимённого муниципалитета, расположенного на севере Западной Гренландии. Граничит с Уумманнаком на юге, Каанааком на севере и Северо-Восточным Национальным парком на востоке и северо-востоке. Население муниципалитета Упернавика составляет около 3000 человек, часть которых (1 144 человека) живут в городе Упернавик, а остальные в десяти поселениях муниципалитета, включая Куллорсуак, с населением 405 человек. Транспортное сообщение осуществляется воздушным путём, которое обслуживает местная авиакомпания Air Greenland.
В 1824 году в предместьях Упернавика был найден рунический камень. На нём были нанесены письмена, оставленные викингами, приблизительно в конце XIII столетия. Эти письмена содержат список имен трёх викингов и упоминают о сооружении каменной пирамиды. Это самая северная точка, где были найдены следы викингов, кроме тех небольших предметов, которые возможно были унесены на север инуитскими торговцами.

## Поселения муниципалитета Упернавик
- Упернавик (1144)
- Упернавик Кийалек
- Кангерсуатсиак Упернавик
- Ааппилатток
- Туссаак
- Наайаат
- Иннаарсуит
- Тасиусак
- Нутаармиут
- Нууссуак
- Куллорсуак (405)

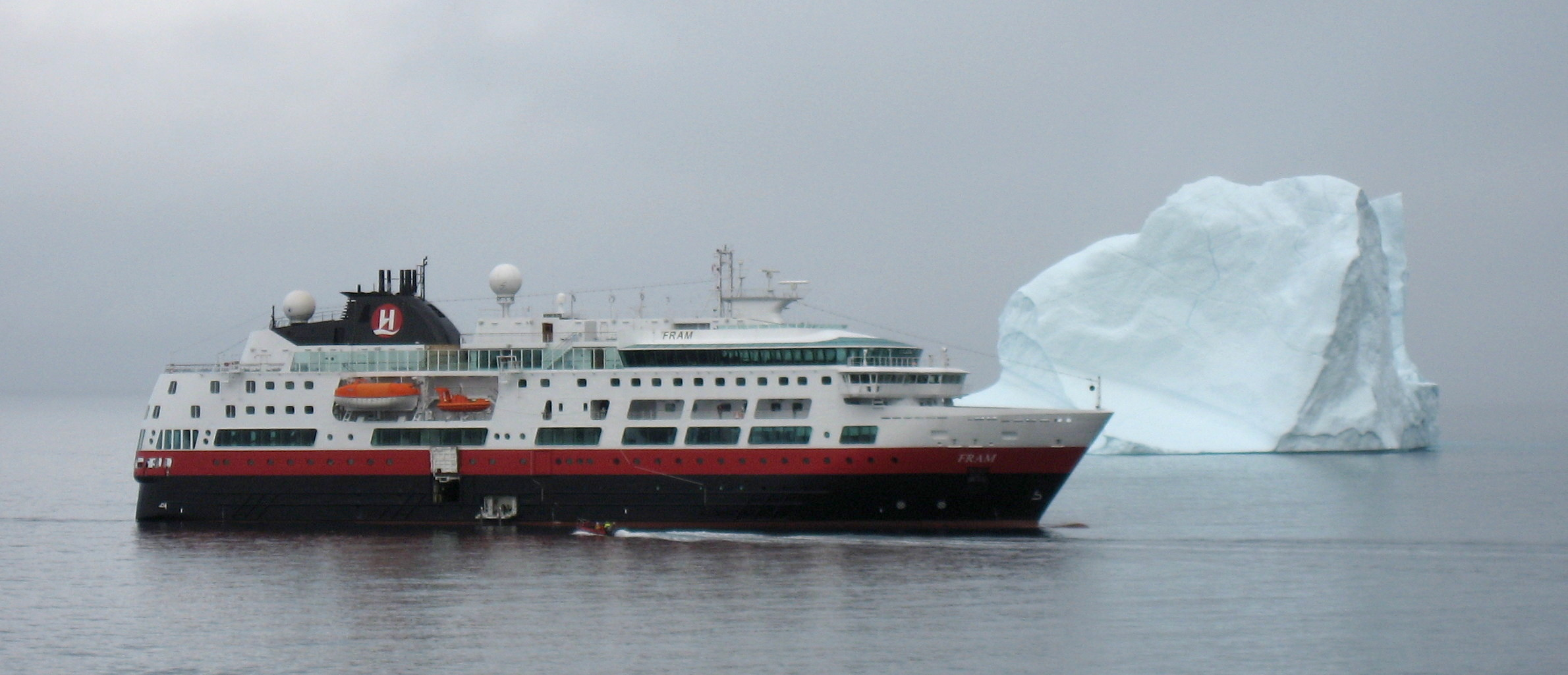
Круизный лайнер «Фрам» у айсберга близ Упернавика. Фото 2007 года
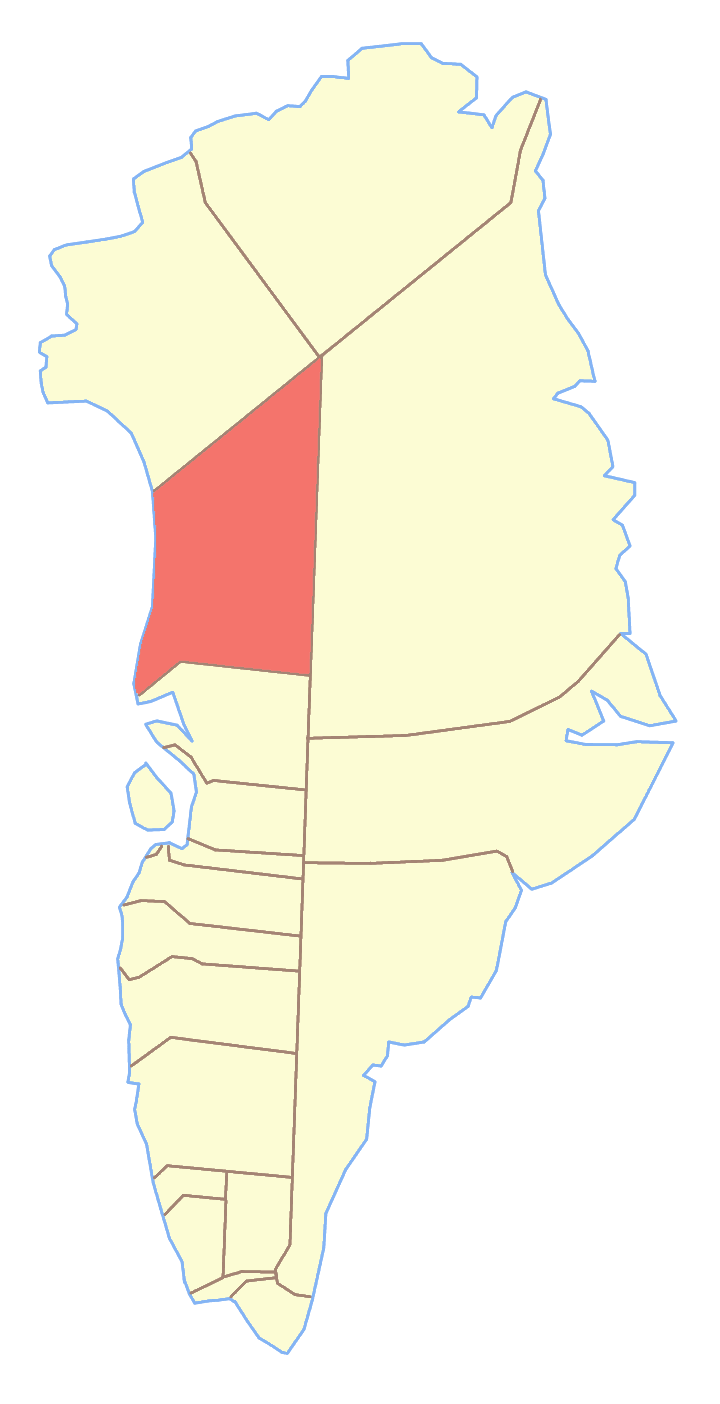
Упернавик на административной карте Гренландии
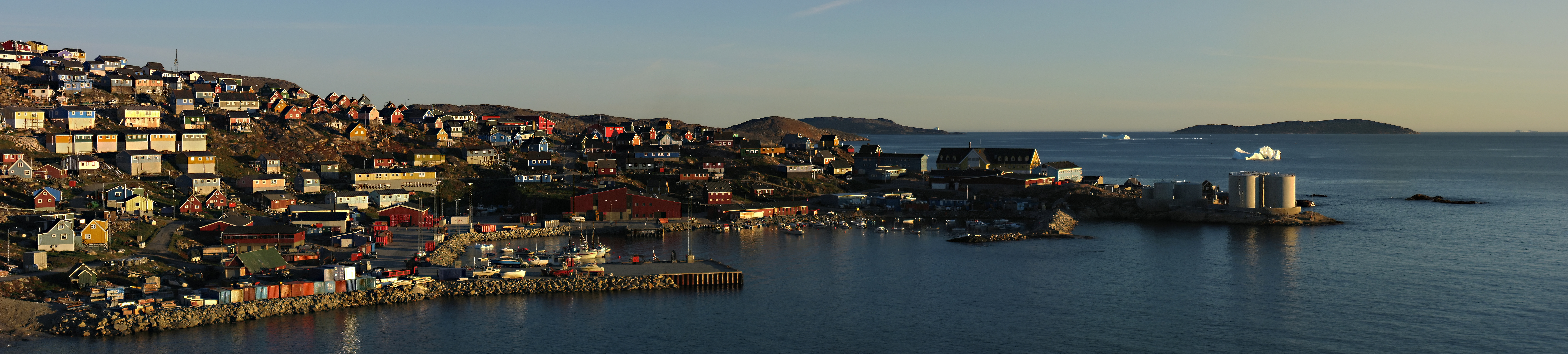
Северо-западная часть Упернавика в полярный день

## Упернавик в литературе
В романе Жюля Верна «Путешествие и приключения капитана Гаттераса» (1866), бриг «Форвард» бросает якорь на рейде Упернавика и несколько членов экипажа сходят на берег, чтобы запастись свежим провиантом. Доктор Клоубонни осматривает поселение и даёт его краткое описание и этнографическую характеристику жителей.
В Упернавик стремится герой книги «Африканец в Гренландии» в поисках «настоящих гренландцев».